# David Goddard
David Goddard, baron Goddard de Stockport (né le 2 octobre 1952) est un homme politique libéral démocrate britannique. 

## Biographie
Il est nommé pair à vie, en tant que baron Goddard de Stockport, de Stockport dans le comté du Grand Manchester, le 15 septembre 2014. Ingénieur gazier de formation, il est membre élu du Stockport Metropolitan Borough Council de 1990 à 2012, et est réélu en 2014 avant de démissionner en 2018. Il est chef du conseil entre 2007 et 2012,.